# Johann Jakob Langen
Johann Jakob Langen (* 17. Dezember 1794 in Düssel; † 27. August 1869 in Köln) war ein deutscher Unternehmer und Zuckerfabrikant.

## Werdegang
Langen war ein Sohn des Lehrers Johann Jakob Langen und dessen Ehefrau Anna Maria Langen geb. Hölterhoff. Er ergriff zunächst den Beruf seines Vaters. Mehrere Jahre war er als Lehrer in verschiedenen Orten des Bergischen Landes, zuletzt in Arrenberg bei Elberfeld, tätig. Am 1. April 1816 trat er als Hauslehrer und Bürogehilfe in das Solinger Unternehmen Schimmelbusch & Joest ein. Carl Joest bot Langen zur Einkommensaufbesserung zusätzlich eine Position in seinem Unternehmen als Kontorgehilfe an. Nach der Heirat mit Hermine geb. Zanders im Juli 1817 führte das Ehepaar Langen außerdem noch gemeinsam ein kleines Spezereiwarengeschäft in unmittelbarer Nähe des Unternehmens und der Wohnung. Hermine Langen starb bereits im März 1825. In zweiter Ehe heiratete Johann Jakob Langen im Mai 1826 Johanna Gustorff, eine enge Freundin seiner ersten Frau, die Tochter seines Solinger Schulmeisters, die er bereits seit seiner frühen Jugend kannte. Langens Hauptbeschäftigung im Unternehmen wurde zunehmend der kaufmännische Bereich, Ende des Jahres 1821 wurde Langen zum Prokuristen ernannt. Aus seiner zweiten Ehe ging u. a. auch der Sohn Eugen Langen hervor, der in der zweiten Hälfte des 19. Jahrhunderts einer der bedeutendsten Techniker und Unternehmer des Rheinlands werden sollte.
Johann Jakob Langen übernahm 1832 als Teilhaber die kaufmännische Leitung der in Köln im September 1831 neu gegründeten Zuckerraffinerie von Schimmelbusch & Joest, die seit dem 1. Januar 1841 unter der Firma Carl Joest & Söhne geführt wurde. Seit 1833 war Langen zu 20 % an den Gewinnen der Raffinerie beteiligt. Wegen seiner Tätigkeit zog Langen im November 1832 nach Köln. In der rheinischen Metropole hatten sich seit 1821 bereits acht Fabriken etabliert, die den über die Niederlande importierten Rohrzucker aus den Kolonien nun selbst verarbeiteten. Die Aufnahme der Dampfschifffahrt auf dem Rhein zwischen Rotterdam und Köln begünstigte den neuen Wirtschaftszweig. Die Zuckerraffinerien leiteten die Industrialisierung Kölns ein. Der Erlass der Rheinschiffahrtsakte von 1831 und der damit verbundene Wegfall des Umschlagrechts für den Kölner Hafen begünstigten die Ansiedlung weiterer Betriebe in Köln. Das Unternehmen Schimmelbusch & Joest entwickelte sich in Köln unter Langens Leitung rasch zur führenden Kölner Zuckerraffinerie. 1836 wurde hier die Vakuumkochung eingeführt. Mit drei Dampfkesseln gehörte der Betrieb damals zu den modernsten Siedereien Deutschlands. 1839 lag das Unternehmen mit einer Verarbeitungsmenge von 90.000 Zentnern bei 130 Beschäftigten an der Spitze aller preußischen Siedereien. Die Erfolge der Anfangsjahre verdankte die Raffinerie in erster Linie ihrem kaufmännischen Leiter Langen.

## Weitere Unternehmenskäufe und -gründungen
Im Juli 1843 erwarb Langen die Friedrich-Wilhelms-Hütte bei Troisdorf, um auch als selbständiger Unternehmer tätig zu sein. 1844 schied er aus dem Unternehmen Schimmelbusch & Joest aus und kaufte im März 1845 die relativ kleine Kölner Zuckerraffinerie von Schleußner & Heck, die er mit seinen Söhnen weiterführte (siehe Eugen Langen). Trotz zahlreicher Anfangsschwierigkeiten gelang es ihm, das Unternehmen zu erweitern und auszubauen. Die Friedrich-Wilhelms-Hütte (in die 1854 bereits drei Söhne als Teilhaber aufgenommen waren) wurde am 30. Juni 1858, als die finanziellen Anforderungen für einen weiteren Ausbau Langens Mittel überstiegen, in eine Aktiengesellschaft unter der Firma Sieg-Rheinischer Bergwerks- und Hütten-Aktienverein umgewandelt. Im Juli 1845 erwarb er gemeinsam mit Gustav Mevissen, Friedrich Wiesehahn und Friedrich Giesler Schürfrechte auf Steinkohlen-Mutungsfeldern nordwestlich von Essen. Dies war der erste Schritt zur Gründung des Kölner Bergwerks-Vereins, der ersten Bergbau-AG des Ruhrreviers, die schließlich 1849 mit Sitz in Köln konzessioniert wurde.
Langens Hausbank war das Kölner Bankhaus Schaaffhausen, das am 29. März 1848 seine Zahlungen einstellte. Er war einer der größten Gläubiger dieser Bank. Mindestens 170 größere Unternehmer des Rheinlands hatten damals ihre Gelder im Wesentlichen bei Schaaffhausen deponiert – eine Katastrophe für die regionale Wirtschaft. Die Familienchronik überliefert, dass die Bank den Auftrag hatte, am 25. März 1848 die Summe von 20.000 Talern als Zollzahlung des Unternehmens Langen & Söhne für importierten Rohrzucker weiterzuleiten. Im allerletzten Moment soll es Langen gelungen sein, hierfür einen Wechsel bei der Filiale der Königlichen Bank diskontiert zu bekommen. Ende April 1848 war die preußische Regierung unter gewissen Voraussetzungen bereit, die Privatbank durch Umwandlung in eine Aktiengesellschaft zu retten. Als am 28. August 1848 schließlich der A. Schaaffhausen’sche Bankverein gegründet wurde, übernahm Langen sofort das Mandat als Mitglied des Verwaltungsrats und hatte zwischen 1852 und 1857 dessen Vorsitz inne.
Johann Jakob Langen hatte schon als Leiter der Zuckerraffinerie von Schimmelbusch & Joest die führenden Persönlichkeiten des Kölner Wirtschaftslebens kennengelernt. Im April 1836 wurde er Mitglied der Kölner Handelskammer, der er dann (mit Ausnahme des Jahres 1844) bis 1859 angehörte. Die Kammer-Beiträge über Zuckererzeugung und Zuckerhandel entstammen fast ausnahmslos seiner Feder. Von Juni 1848 bis 1856 war Johann Jakob Langen Präsident der Kölner Handelskammer, in diesem Amt äußerte er sich gutachtlich insbesondere auch zur Zollpolitik. Es lag nahe, dass er als Unternehmer in einem für Köln damals maßgeblichen Industriezweig die in der Öffentlichkeit heftig diskutierten Fragen um Schutzzoll oder Freihandel vom Standpunkt der Förderung der einheimischen Industrie aus beurteilte. Der Schutzzoll sollte nach Auffassung von Langen nicht als reiner Erhaltungszoll wirken, vielmehr sollte nach einer gewissen Zeit des Aufbaus der eigenen Industrie sukzessive auch die ausländische Konkurrenz eingeschränkt werden. Als 1856 Gustav Mevissen zum Präsidenten gewählt wurde, dankte er Langen in der ersten von ihm geleiteten Sitzung für die „umsichtige und tätige Leitung während seiner vieljährigen, eine schwierige Zeitepoche umfassenden Amtswirksamkeit“. Obwohl noch bis 1859 Mitglied der Handelskammer, widmete er sich hauptsächlich wieder der Leitung seines Unternehmens. Den 1852 übernommenen Vorsitz im Aufsichtsrat des A. Schaaffhausen’schen Bankvereins übergab er 1857 ebenfalls an Mevissen.

## Pfeifer & Langen

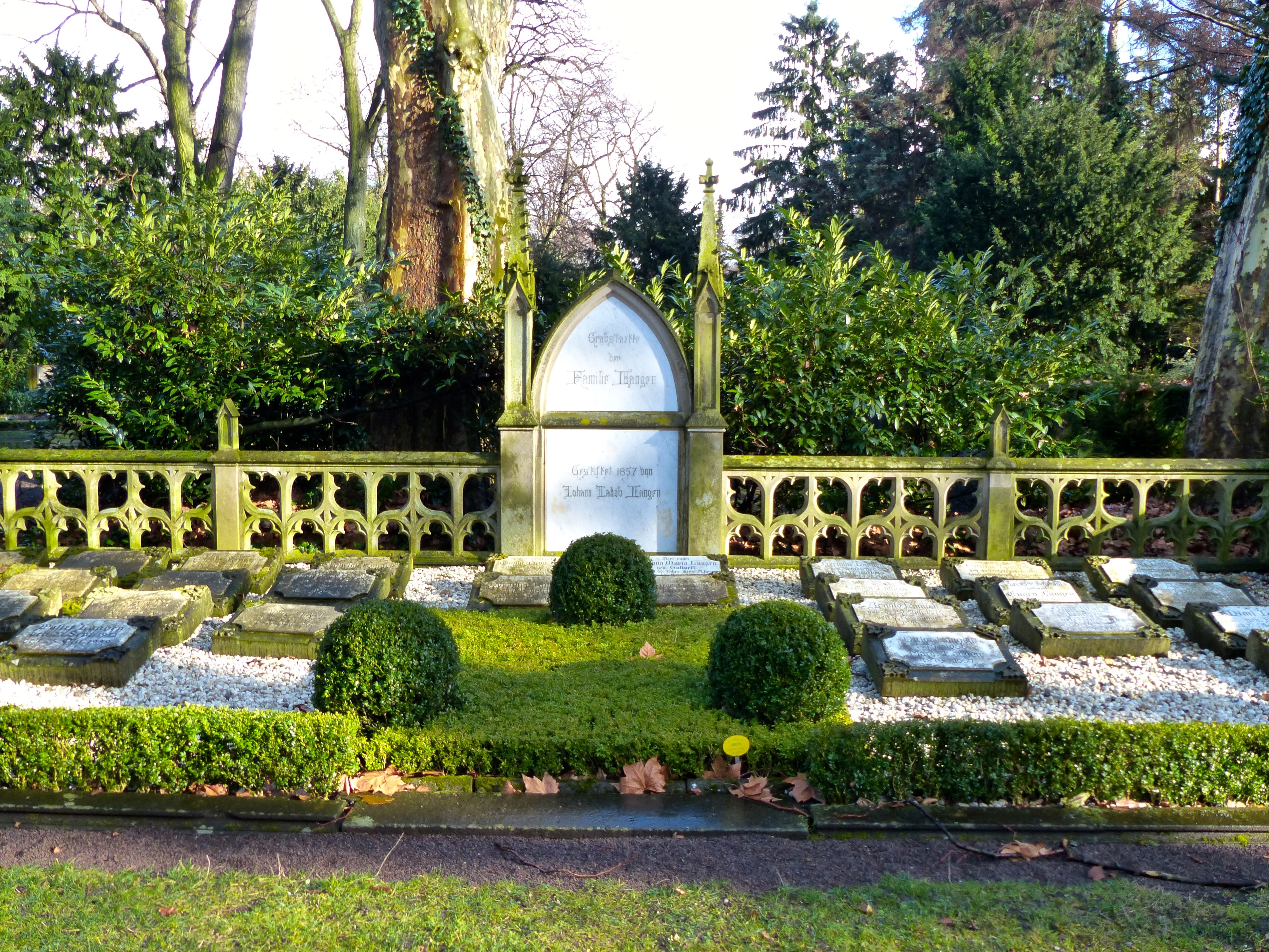
Grab der Familie Langen auf dem Kölner Friedhof Melaten

Als im Jahr 1851 die erste Kölner Rübenzuckerfabrik von Emil Pfeifer und Carl Joest in Köln-Ossendorf gegründet wurde, kämpfte Langen einseitig, ja fast verbissen, auf der Seite der „Kolonialzuckerraffineure“, forderte eine höhere Besteuerung der Rüben und bessere Importbedingungen für Rohrzucker. Mit dieser Haltung stellte er sich bewusst gegen die Zuckerproduktion aus heimischen Rüben und trug damit zur Behinderung der Konkurrenz bei. Da Johann Jakob Langen am 27. August 1869 in Köln starb, konnte er nicht mehr miterleben, dass sein berühmtester Sohn Eugen Langen zusammen mit Emil Pfeifer und dessen Sohn Valentin am 19. April 1870 die Rübenzuckerfabrik Pfeifer & Langen gründete. Langen, der für eine längere Zeit auch Stadtverordneter und Mitglied des Kölner Handelsgerichts war, hinterließ seinen acht noch lebenden Kindern ein Vermögen von 480.000 Talern.
Seine Grabstätte befindet sich auf dem Kölner Friedhof Melaten (HWG, zwischen Lit. E und F).